# Liste der Officers des Order of Canada/L
Diese Liste gibt einen Überblick aller Personen, die mit der Auszeichnung Officer of the Order of Canada ausgezeichnet wurden.

## L
1. Paul L'Anglais
2. Bernard Labadie
3. Arthur Sackville Labatt
4. Martin Y. Laberge
5. Gilbert A. Labine
6. Fernand Labrie
7. Suzanne Lacasse
8. Veronica Lacey (2012)
9. Andrée Lachapelle
10. Paul Lacoste
11. Maurice Norbert Lacourcière
12. Benoît Lacroix
13. Donat Lacroix
14. Robert Lacroix
15. Dany Laferrière
16. Patrick Delamere Lafferty (2013)
17. Raymond Laflamme
18. Guy Lafleur
19. Rita Lafontaine
20. Bernard Lagacé
21. Gertrude Laing
22. Guy Laliberté
23. Marius Laliberté
24. Jean C. Lallemand
25. Marc Lalonde
26. Robert Lalonde
27. David C. (See-Chai) Lam
28. Gérard Lamarche
29. Bernard Lamarre
30. Daniel Lamarre
31. Jacques Lamarre
32. Judy LaMarsh
33. W. Kaye Lamb
34. Allen Lambert
35. Sidney E. Lambert
36. Nathalie Lambert
37. Gilles Lamontagne
38. Claude R. Lamoureux (2008)
39. Lucien Lamoureux
40. Gustave Lanctot
41. Lawrence Lande
42. Donald H. Lander
43. G. Yves Landry
44. Michele Landsberg
45. Patrick Lane (2013)
46. Anthony Edward Thomas Lang (2010)
47. k. d. lang
48. Otto Emil Lang
49. Bernard Langer
50. André Langevin
51. Daniel Langlois
52. Jacques Languirand
53. J. Fenwick Lansdowne
54. Robert LaPalme
55. Laurier L. LaPierre
56. André Laplante
57. Hughes Lapointe
58. Jean Lapointe
59. Philip Alexander Lapp
60. Roger Larose
61. Maryse Lassonde (2012)
62. John Last (2012)
63. René Latourelle
64. Guy Latraverse
65. Carole Laure (2013)
66. Carroll A. Laurin
67. Pierre Laurin
68. Mark Lautens
69. Mary Law
70. R. William Lawson
71. Samuel R. Laycock
72. James H. Laycraft
73. Irving Layton
74. Mike Lazaridis
75. Catriona LeMay Doan
76. Jean Le Moyne
77. A. Searle Leach
78. H. Allan Leal
79. Jean Cecilia Leask
80. Eric W. Leaver
81. Maurice Lebel
82. Eveline LeBlanc
83. Napoléon LeBlanc
84. René Lecavalier
85. Louise Lecavalier (2008)
86. Félix Leclerc
87. John Francis Leddy
88. William R. Lederman
89. Dennis Lee
90. Geddy Lee
91. Richard Borshay Lee
92. Shoo Kim Lee
93. Thomas E. H. Lee
94. Denise Lefebvre
95. Gilles Lefebvre
96. Jean Pierre Lefebvre
97. Alain Lefèvre (2011)
98. Émile Legault
99. Léonard Hilarion Legault
100. Micheline Legendre
101. Viola P. Léger
102. Martin J. Légère
103. Heinz F. Lehmann
104. David S. R. Leighton
105. William Leiss
106. John Daniel Leitch
107. Alain Lemaire (2012)
108. Bernard Lemaire
109. Ginette Lemire Rodger
110. Laurent Lemaire (2012)
111. Paul H. Leman
112. Mario Lemieux (2009)
113. Michel Lemieux (2012)
114. Jean Lemire
115. Marie Lemire
116. Douglas V. LePan
117. Jean-François Lépine (2012)
118. Edgar Joseph LeRoux
119. E. C. Leslie
120. Jean-Claude Lessard
121. Rita Letendre
122. Evelyn Story Lett
123. S. Wah Leung
124. Claude Léveillée
125. René J. A. Lévesque
126. Wendy Levinson
127. Brian M. Levitt
128. Julia Levy
129. Marion Lewis
130. Monique Leyrac
131. Alvin Gerald Libin
132. John E. Liersch
133. Alex Lifeson
134. Walter Frederick Light
135. Allen Linden (2015)
136. Ernest Lindner
137. George Lindsey
138. Daniel Ling
139. Victor Ling
140. Richard G. Lipsey
141. Leroy Little Bear
142. Dorothy Livesay
143. David Stevenson Lloyd
144. Gweneth Lloyd
145. Kenneth Lochhead
146. Édouard Lock
147. Margaret Lock (2010)
148. Leonard H. Lockhart
149. Jonathan Lomas (2009)
150. Léon Lortie
151. Louis Lortie
152. Carol Elaine Ashfield Loughrey
153. Alexina Louie
154. Robert Louie
155. Donald McN. Lowe
156. Richard Lowery
157. Frederick Hans Lowy
158. Andres Lozano
159. Kenneth Lum
160. Alan W. Lund
161. Arthur R. Lundrigan
162. Gaétan Lussier
163. Irénée Lussier
164. Jean Jacques Lussier
165. Charles Burchill Lynch
166. Kevin G. Lynch (2011)
167. Sterling R. Lyon (2009)
168. Edward A. Lyons